# Ibn Khaldun

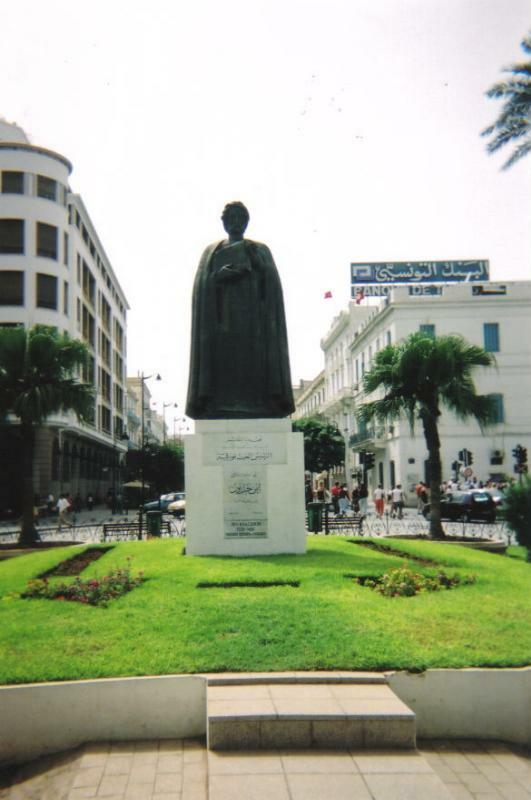
Staty föreställande Ibn Khaldoun i Tunis

Abd er Rahman Ibn Khaldoun, född 27 maj 1332 i Tunis, död 19 mars 1406 i Kairo, var en arabisk historiker, politiker och samhällsfilosof. Han har kallats arabernas Marx, och räknas som en av historiografins och sociologins fäder. Hans verk om historia, samhällsvetenskap och ekonomi räknas till vetenskapens klassiker.
Hans fullständiga namn var ابو زيد عبد الرحمن بن محمد بن خلدون الحضرمي, Abū Zayd ‘Abdu r-Raḥman bin Muḥammad bin Khaldūn al-Ḥaḍramī;

## Biografi
Eftersom Ibn Khaldoun skrev en grundlig självbiografi, finns många säkra uppgifter om hans liv. Han föddes i Tunis 1332. Enligt hans egen släktkrönika kom familjen från Hadramawt i Sydarabien. Familjen var förmögen och mycket ansedd efter förfädernas insatser vid slaget i Zellaqa 1086, och hade bosatt sig i Spanien under morernas regentskap. De tillhörde dem som utvandrade till Tunis vid den stora utvandringen 1230, och blev genom ingifte släkt med kungahuset där. 
Hans fader ombesörjde att han fick en gedigen utbildning, om vilket han redogör noggrant för i självbiografin. 1348 drabbades staden av digerdöden, och båda föräldrarna omkom. Vid tjugo års ålder anställdes han som alma-skrivare, kalligraf och ansvarig för de kungliga sigillerna, hos sultanen i staden, men flyttade till Marocko på grund av de politiska förvecklingarna, studerade vid universitetet i Fez, och var monarkens handsekreterare. 
Han satt två år i fängelse för politiska intriger och frigavs enligt legenden för att han skrev en dikt till sultanen. Efter frigivningen blev han en framgångsrik talare, politiker, lärd och skald, men vid omkring trettio års ålder tvingades han gå i landsflykt, och begav sig till Emiratet av Granada, och sedan till furstendömet Bougie i nuvarande Algeriet. Den politiska arenan var inpyrd av maktövertaganden, samt hänsynslösa och blodiga konflikter, och Ibn Khaldoun var en eftersökt person för olika högre ämbeten i stora delar av den arabiska världen. I Granada var han en av sultanen Muhammed V:s vänner och anlitades som diplomat, men blev än mera känd för de dikter han skrev för olika litterära sammankomster. Under denna tid tillkom dels kommentarer till Averroës filosofi och en lärobok i logik. Trots att han levde lättsamt och flärdfullt i Granada, begav han sig till Bougie där en statskupp nyligen ägt rum. Han gjorde det efter en direkt förfrågan av kung Abu Abdallah om han vill leda staden som dennes minister. Efter ytterligare oroligheter, bad folket i staden honom att bli deras regent, men han avböjde.
1366-1370 verkade han som diplomat och var därefter statsråd i det lilla kungadömet Tlemcen, som nästan omedelbart intogs av Marocko sedan han tillträtt. Efter ett uppehåll i Biskra, kom han så småningom till Fez, jagad som en av de främsta politikerna i det våldsamma området, vilket oundvikligen innebar att han hade fiender.
En avgörande händelse i Ibn Khaldouns liv var när hans diktarvän, en vesir från Granada, dödades som kättare i Fez av Muhammed V av Granada, varmed han efter flera svåra personliga och politiska misslyckanden för alltid lämnade statsmannalivet för att skriva. Han hamnade till slut i Tunis och därefter drog han sig tillbaka i bergen, och påbörjade han sin Allmänna världshistoria. Till denna tillfogade han en omfattande inledning, al-Mukaddima, som bestod av tre delar. Bara den första delen av inledningen upptar 422 sidor. 
Under tiden han skrev historieverket återvände han till Tunis för några år, men begav sig 1382 till Alexandria där han blev berömd för sin kunskap och sitt intellekt, och utsågs därför till överdomare. Två år senare omkom hans barn och maka i en fartygsolycka. I hans självbiografi är detta ett av de fåtal gånger han alls nämner sin familj. 
Därefter begav han sig till Mecka på pilgrimsfärd. Han återkom först 1388 till Kairo. 
1401 deltog han i strid mot Timur Lenk i Damaskus, men härföraren, sultan Faraj, övergav armén. Ibn Khaldoun tog sig då an att förhandla med Timur Lenk, om vilken han redan skrivit i sitt historieverk. Under återstoden av sitt liv fullföljde ibn Khaldun sin självbiografi. 
Han dog i Egypten 1406. Platsen där hans hus i Tunis låg, kan människor ännu peka ut, men graven i Kairo är borta.

## Verk
Kitābu l-ʕibār (ordagrant "Boken om bevis" eller Allmän världshistoria) är Ibn Khaldouns mest berömda verk. Den består av sju delar, av vilka förordet Muqaddimah ibland ses som självständig. Kitābu l-ʕibār behandlar arabernas, persernas och berbernas och deras samtidas historia. 
Det är dock framför allt förordet, Muqaddimah (även Prolegomena), som han blivit namnkunnig för. I detta beskriver han syftet med historievetenskapen och menar att historia ska beskriva samhället och dess individer. Solidariteten, asabijja, är vad som betingar skeendena, menar han, varför han även inbegriper socio-ekonomiska aspekter i sin framställning. I detta var han långt modernare än historiografin i Europa, för vilken historieskrivningen uteslutande handlade om ledare och regenter, fram till omkring 1700-talet.
Förordet gavs ut på svenska 1989: Prolegomena: en introduktion till världshistorien i översättning av Ingvar Rydberg.